# Jesús Quintero
Jesús Rodríguez Quintero (San Juan del Puerto, Huelva, 18 de agosto de 1940 – Ubrique, Cádiz, 3 de octubre de 2022), más conocido como Jesús Quintero o El Loco de la Colina, fue un periodista, director y presentador de programas de radio y televisión español.

## Trayectoria
Comenzó su carrera en Radio Popular de Huelva y de aquí pasó a trabajar en Sevilla y Madrid. Uno de sus primeros éxitos fue Estudio 15-18 de Radio Nacional de España, que durante dos temporadas presentó junto a Marisol Valle, tía de la reina consorte Letizia. Fue un gran éxito y el programa estrella del periodo de normalización de la programación de la radio pública en el tránsito de la dictadura a la democracia.

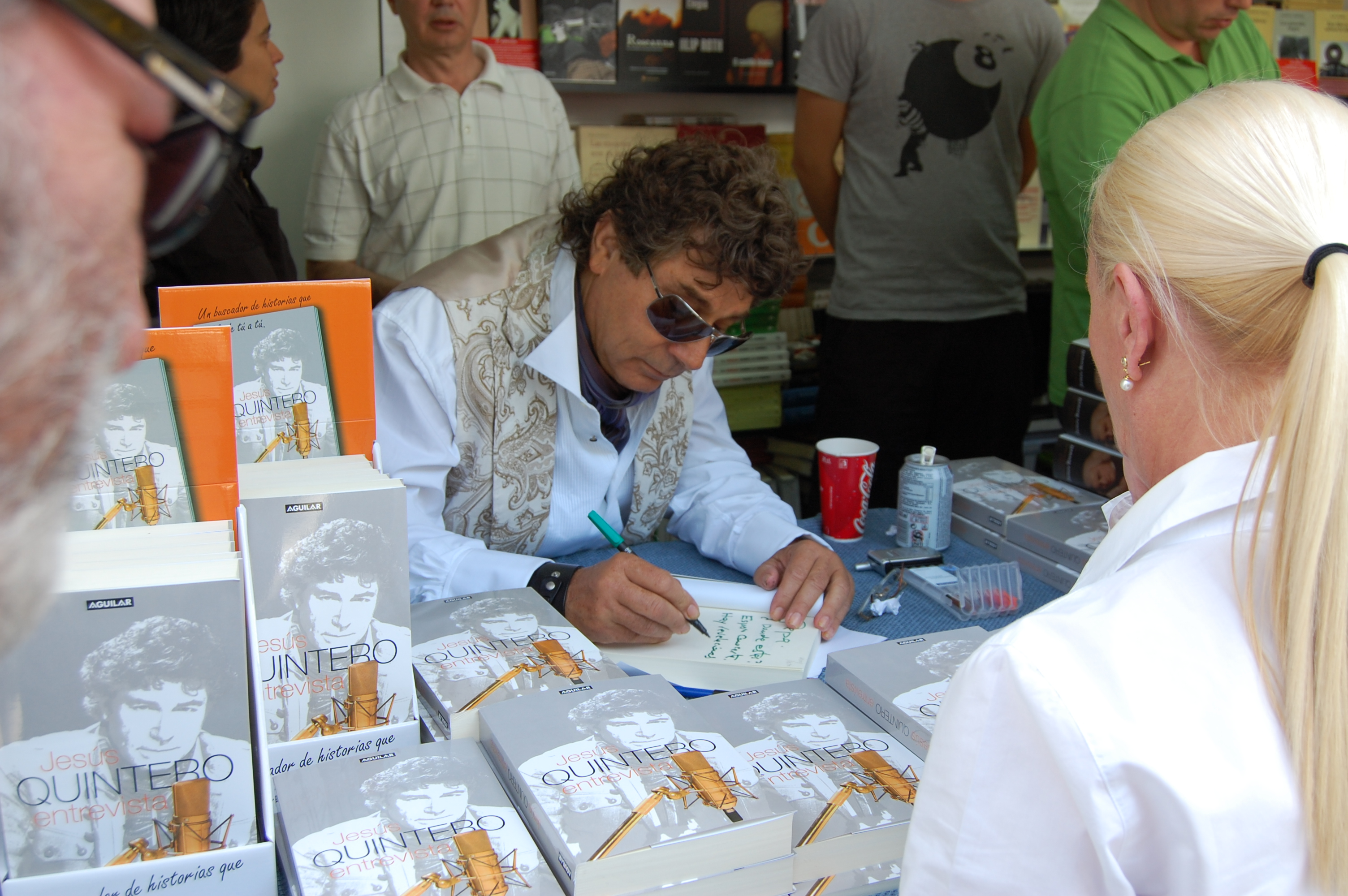
Jesús Quintero firmando en la Feria del Libro de Madrid de 2007.

Sus programas más exitosos, con los que revolucionó los esquemas del medio, fueron El hombre de la roulotte y El loco de la colina. Este último le convirtió en un fenómeno periodístico, llegando hasta Argentina y Uruguay, y con ello, creando escuela propia.
En una entrevista en ABC de Sevilla recordaba a su padre, que era electricista y se llamaba José, y a su madre, María: «Mi madre decía que yo era más raro que un perro verde y un ratón colorado». Cuando se hizo mayor y se convirtió en una estrella de la televisión, pondría esos nombres a dos de sus programas.
En 1991 presentó el programa Trece noches en Canal Sur. Se trataba de trece entrevistas, en trece noches y de una hora de duración, al escritor Antonio Gala, tratando cada una de ellas sobre un tema específico.
Presentó los programas El perro verde, Ratones colorados, El vagamundo, El Loco de la Colina y El gatopardo, aunque siempre mantuvo un cariño especial por Cuerda de presos. Hizo famosos a personajes marginales como el Risitas, el Peíto, El Jorobado de Notre Barbate (conocido también como El Pozí) o el Penumbra.
También intervino como conferenciante en el mundo docente, pronunció la conferencia Periodismo y Compromiso el 17 de octubre de 2002 en la facultad de Ciencias de la Comunicación de la Universidad de Málaga, con motivo de su décimo aniversario. Tras esta intervención, descubrió una placa que bautizaba una de las aulas del centro con su nombre, muestra del respeto y admiración que inspiraba el periodista.
Fue productor de la cantante Soledad Bravo y del guitarrista Paco de Lucía.
Es autor de los libros Trece noches (1999), junto a Antonio Gala, Cuerda de Presos (1997) y Jesús Quintero: entrevista (2007) y la obra póstuma Memoria del silencio. El mundo desde la colina (2023).

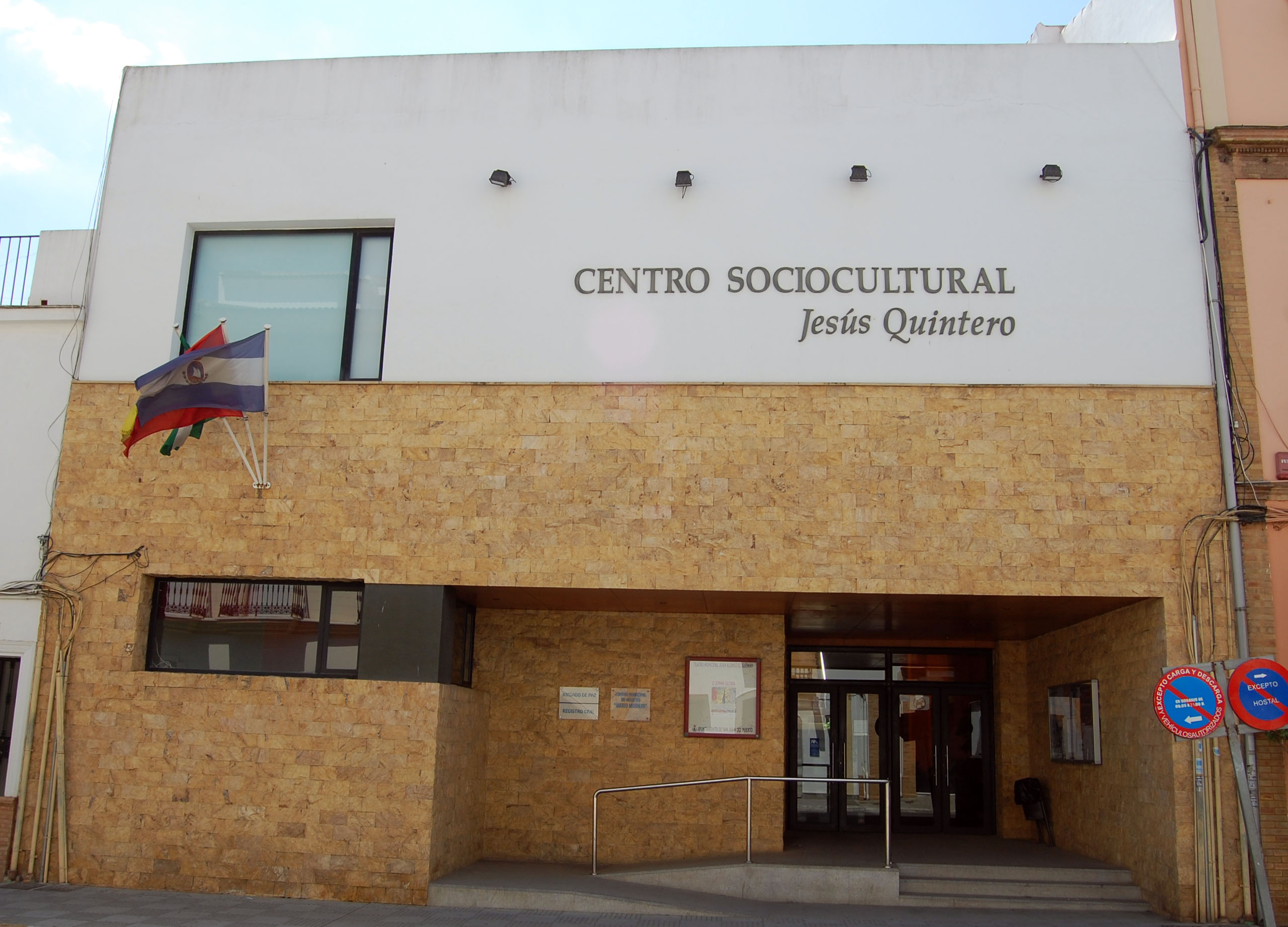
Fachada del Centro Sociocultural Jesús Quintero en su localidad natal, San Juan del Puerto (Huelva)

En 2020 presentó el proyecto de su fundación, llamada Fundación Quintero, ubicada en su pueblo natal, San Juan del Puerto. Tenía el proyecto de convertirla en un centro cultural de primer orden y un museo que deseaba llamar Factoría del Arte y para ello, donó la documentación relacionada con su trayectoria profesional, entre la que se encontraban diez mil horas de sus programas de televisión, sus premios, su biblioteca personal, formada por libros dedicados la mayoría por sus autores e incluso mobiliario utilizado en algunos de sus programas. Falleció antes de ponerla en funcionamiento.
Recibió más de 150 premios en toda su carrera y fue Medalla de Andalucía.

## Muerte
Jesús Quintero falleció el 3 de octubre de 2022 en la residencia Nuestra Señora de los Remedios de Ubrique, Cádiz, a causa de una insuficiencia respiratoria, según fuentes de la familia, mientras dormía la siesta. Está enterrado en el cementerio municipal de San Juan del Puerto de Huelva.
En 2024, se estrenó El loco: Los silencios de Quintero, miniserie documental de dos capítulos sobre su vida y su trayectoria, en La 2 y RTVE Play. Dirigida por José Rueda y Rocío Cañaveras, y con la participación de sus hijas, Andrea y Lola Quintero, su expareja Joana Bonet, Àngels Barceló, Isabel Gemio o José María García, entre otros. 

## Vida privada
Tuvo relación sentimental, con la cantante Soledad Bravo, y después con la bailaora Merche Esmeralda. Luego se casó con Ángeles Urrutia con la que tuvo a su hija Andrea; su segundo matrimonio fue con la periodista Joana Bonet del que nació su hija Lola. En 2020 se casó con la pedagoga María Indiano.
Su exitosa carrera periodística, desarrollada en la radio y televisión durante los años ochenta y noventa del siglo XX, le proporcionó una considerable fortuna que al final mermó seriamente como consecuencia de proyectos empresariales fallidos. Este sería el caso de su Teatro Quintero de Sevilla, abierto en el local del antiguo Cine Pathé inaugurado en 1925, que, tras una brillante programación iniciada en 2007, tuvo que cerrar en 2019 por impago del alquiler. Algo similar sucedió con la sala de Conciertos Montpensier, abierta en el antiguo local Luna Park, un bar construido para la Exposición Iberoamericana de Sevilla en 1929. 
Él estaba muy unido a la aldea de Marigenta, donde tenía gran amistades y su casa propia. Su sobrina fue Moza de la Bandera 2006 en las fiestas de Marigenta.

## Programas

### Radio
- Música de los 5 continentes.
- Círculo internacional.
- Estudio 15/18.
- A 120.
- Ciudades.
- El hombre de la roulotte.
- Tres a las tres.
- Andalucía viva.
- El loco de la colina (1981-1986). RNE y Cadena SER.
- Radio América.
- El lobo estepario, (1992). Onda Cero Música.
- Entre dos luces, (2002). Taller radiofónico Jesús Quintero, emisora municipal de San Juan del Puerto[12]

### Televisión
- El perro verde (1988) en TVE, Teledoce retransmisión desde Uruguay.
- Qué sabe nadie (1990-1991) en Canal Sur,[13] Canal 13 retransmisión desde Argentina.
- Trece noches (1991-1992) en Canal Sur.
- La boca del lobo (1992-1993) en Antena 3.
- Cuerda de presos (1995-1996) en Antena 3.
- El perro verde (1997) en Teledoce Uruguay, Azul Televisión retransmisión desde Argentina.
- El vagamundo (1999-2002) en Canal 2 Andalucía - Canal Sur y Telemadrid.
- Ratones coloraos (2002-2004) en Canal Sur.
- El loco de la colina (2006) en TVE.
- La noche de Quintero (2007) en TVE.
- Ratones coloraos (2007-2009) en Canal Sur, Telemadrid y 7RM.
- El mundo de Jesús Quintero (verano 2008) en Canal Sur.
- El gatopardo (2010-2012) en Canal Sur.
- La noche del Loco en DirecTV.
- El sol, la sal y el son en Canal Sur.
- El loco soy yo en Canal Sur.
- Un Loco en América en Telemundo Internacional.

## Premios
- Premio Medio de Comunicación Nacional 2006, concedido por la Asociación Andaluza del dolor (mayo de 2006).
- Presentador de televisión del año, concedido por el grupo Vocento (Punto Radio Bilbao) por su trayectoria profesional (mayo de 2006).
- Antena de Oro por su programa El vagamundo, concedido por la Federación de Asociaciones de Radio y Televisión (2003).
- Premio Ondas (2001) de periodismo al programa más innovador por El Vagamundo.
- Premio Mejor entrevistador del milenio por sus programas de entrevistas, otorgado por los analistas del Grupo Corporación Multimedia.
- Premio Andaluz del año 2000 concedido por los Premios Al-Ándalus.
- Premio Rey de España de periodismo, 1990.
- Premio Ondas Internacional, 1990.
- Medalla de Andalucía, 1987.
- Caballero Andante de Argamasilla de Alba.
- Premio al Hecho Radiofónico más innovador, otorgado por los Directores de Radio.